# Василь Наримонтович
Василь Наримонтович (? — 1390) — князь пінський (1348—1390).   

## Життєпис
Син пінського князя Наримонта Гедиміновича. Вперше згадується під 1355 рік, але в документі 1586 р. з «виписом» ранішої фундаційної грамоти церкви Різдва Богородиці в Куранці від пана Василия Михаловича Нарымунта, князя пинского, пана мстиславского, подъ литомъ нароженья Сына Божого тысеча триста петьдесятъ пятого, индикта девятого. З огляду на це Юзеф Вольф назвав Василя сином кн. Михайла Наримонтовича та онуком Наримонта. Такої ж думки дотримувався Ю. Пузина. При цьому князь Михайло Наримунтович із джерел невідомий. Пізніше О. Білий, керуючись гіпотезою походження друцьких князів від Гедиміновичів, висловив думку про тотожність пінського князя Василь Наримунтовича з друцьким князем Василем Михайловичем і, відповідно, князя Михайла Наримунтовича з друцьким князем Михайлом, згаданим 1330 р.
Пізніше Ю. Вольфу заперечував Я. Тенговський, який наголосив на суперечливості індикту року падіння Мстислава під владу Литви тільки в 1359 році і анахронізм понять, оскільки, на його думку, князя Василя Наримунтовича в 1355 р. не можна було назвати ні «паном», ні «мстиславським». Загалом Я. Тенговський вважав підробкою «виписку» 1355 р., засновником Куранецької церкви мстиславського князя Василь Михайлович Заславський, а князя Василя Наримунтовича сином князя Наримунта, не онуком, але й не тотожним пінському князю Василю. Однак В. Воронін зазначив, що якщо рахувати індикт не за січневою системою, прийнятою в католицькому світі, а за вересневою, прийнятою на православних землях, то 9 індикт і справді припадає на 1.9.1355-31.8.1356, але він також вважає «виписку» підозрілою, у тому числі через анахронічні поняття, однак, намагається пояснити спотворення тексту середини XIV ст. багаторазовим переписуванням, а також показати потрапляння Мстислава під владу Гедиміна до 1359 року А. Груша вважає, що якщо «виписка» і не підробка, то вона явно спотворена і в ній можуть бути змішані кілька імен фундаторів, через які князь Василь Наримунтович отримав додаткове ім'я по батькові — Михайлович, а отже і князь Михайло Наримунтович — особа, створена міркуваннями Ю. Вольфа. З думкою Я. Тенговського, що князь Василь Наримунтович не онук, а син князя Наримунта, згоден і Я. Никодим. Про ідентичність пінського князя Василя Наримунтовича з друцьким князем Василем Михайловичим, В. Воронін зазначає, що навіть якщо князь Василь Наримунтович був Михайловичем і жив в той самий час, а також був прихильником культу Богородиці, потім займав інші посади — був прихильником великого князя і короля Ягайла, коли друцький князь Василь Михайлович був прихильником полоцького князя Андрія Ольгердовича.
Наступного разу «Василь князь Пінський» (Wassily dux Penen) згадується 27 жовтня 1386 року, коли він присягнув на вірність польському королю Владиславу Ягайлу та королеві Ядвізі. За словами М. Стрийковського, «Наримунт Василь Пінський» брав участь у весільних гуляннях у Кракові 1386 року. Князь «Василій із Пінська» (Wassilio de Pinsko) 11 серпня 1387 р. разом із князем Вітовтом та іншими передали галицькому воєводі Бенедикту грамоту доброзичливості та допомоги.
За Ю. Вольфом, з пінським князем Василем Наримунтовичем ідентифікують певного князя Василя Михайлович, другого серед поручителів за Гридька Костянтиновича перед великим князем Скиргайлом у грамоті 1390—1392 рр. Тепер, через сумніви в цьому ототожненні, були запропоновані інші варіанти, але Я. Тенговський не виключав, обираючи лише серед Гедимінів, що це може бути син князя Михайла Євнутовича або князя Михайла Коріята. Пізніше А. В. Кузьмін запропонував ідентифікувати з друцьким князем Василем Михайловичем.
Існує також недатована перемінна грамота, у якій «князь Василь Наримунтович» не названий пінським, але явно правлячим князем, дав Павлу Катовичу на землі в Пінському князівстві. За свідченням А. Груші, грамота була видана 1390 р., наприкінці життя князя Василя Наримунтовича, по-перше, тому що вона видана від імені князя Василя, а вже затверджена його сином князем Федушком, по-друге, тому що запланований «двір» на обміняних землях, мабуть, так і не був побудований. Свого часу Я. Тенговський знав про цю грамоту, але лише у «виписці» з «Ревізії лісів і переправ звіриних» від 1559 р. у виданні ХІХ ст., напевно, вважав її такою самою фальсифікацією, як і «виписку» 1586 р. з фундації куранецької церкви і за джерело не враховувалися, тому грамота не згадується в його праці, а князь Федушка серед нащадків князя Наримунта не подається. Проте грамота збереглася в оригіналі, яка була досліджена та опублікована у 2010 році А. Грушею. Це єдине джерело, де пінський князь Василій названий на честь свого батька — Наримунтовича, і він її опублікував сам, і цим підтверджує правоту Я. Тенговського.
За словами Ю. Вольфа, князь Василь Наримунтович помер наприкінці XIV ст. Пізніше Ю. Пузина уточнив дату — 1390 р., дійшовши висновку, що був убитий за наказом князя Вітовта, на думку Я. Длугаша і М. Стрийковського, «князь Наримунд» тотожний князю Василю Наримунтовичу. За словами Я. Длугоша, «князь Наримунд» керував обороною віленських замків від князя Вітовта з німцями і потрапив у полон, потім Вітовт розлючений якоюсь «підступністю» князя «Наримунда» наказав повісити його за ноги на візку і розстріляти з лука.
За словами Я. Длугоша, дружиною князя «Василя Наримунта» була княжна Уляна — сестра Анни, дружини князя Вітовт, тобто також дочка смоленського князя Святослав Іванович. Імовірно, шлюб з Уляною був не першим, вона сама раніше була дружиною боярина Бутрима (пом. 1382), племінника великого князя Бірута, а після його страти вийшла за князя Василя Наримунтовича, а після його страти утретє вийшла заміж — за впливового боярина Монівіда Кайлікіновича.
Мав принаймні одного сина — князя Федушка, ймовірно, від попереднього шлюбу, бо до 1390 року син був повнолітнім і мав власну печатку.